# Jorginho (1965)
Jorge Luís da Silva, más conocido como Jorginho, (nació el 22 de marzo de 1965 en São Paulo, Brasil) es un exfutbolista y  entrenador de fútbol brasileño que se desempeñaba como centrocampista, Actualmente dirige a Figueirense de Brasil.

## Clubes
| Como futbolista   |                      |           |
| País              | Club                 | Año       |
| Bandera de Brasil | Portuguesa           | 1983-1990 |
| Bandera de Brasil | Palmeiras            | 1990-1992 |
| Bandera de Brasil | Santo André          | 1992      |
| Bandera de Brasil | Paysandu             | 1992-1993 |
| Bandera de Brasil | Santo André          | 1994      |
| Bandera de Brasil | Coritiba             | 1994      |
| Bandera de Brasil | Santo André          | 1995      |
| Bandera de Brasil | Juventude            | 1995      |
| Bandera de Brasil | Paulista             | 1996      |
| Bandera de Brasil | Santo André          | 1997      |
| Bandera de Brasil | Atlético Mineiro     | 1997      |
| Bandera de Brasil | Santos               | 1998-1999 |
| Bandera de Brasil | Paraná Clube         | 1999      |
| Bandera de Brasil | Portuguesa Santista  | 2000      |
| Bandera de Brasil | Fluminense           | 2000-2001 |
| Bandera de Brasil | Rio Branco-SP        | 2002      |
| Bandera de Brasil | Avaí                 | 2002      |
| Como entrenador   |                      |           |
| País              | Club                 | Año       |
| Bandera de Brasil | Palmeiras (interino) | 2009      |
| Bandera de Brasil | Goiás                | 2010      |
| Bandera de Brasil | Ponte Preta          | 2010      |
| Bandera de Brasil | Portuguesa           | 2011-2012 |
| Bandera de Brasil | Athletico Paranaense | 2012      |
| Bandera de Brasil | Bahia                | 2012-2013 |
| Bandera de Brasil | Náutico              | 2013      |
| Bandera de Brasil | Vitória              | 2014      |
| Bandera de Brasil | Chapecoense          | 2014      |
| Bandera de Brasil | Atlético Goianiense  | 2015      |
| Bandera de Brasil | Portuguesa           | 2016      |
| Bandera de Brasil | Água Santa           | 2017-2018 |
| Bandera de Brasil | Nacional-SP          | 2019      |
| Bandera de Brasil | Juventus de Jaraguá  | 2011      |
| Bandera de Brasil | Figueirense          | 2020-     |

## Palmarés

### Como jugador

#### Torneos regionales
| Título              | Club     | Estado | Año  |
| ------------------- | -------- | ------ | ---- |
| Campeonato Paraense | Paysandu | Pará   | 1992 |

#### Torneos internacionales
| Título        | Club             | Sede           | Año  |
| ------------- | ---------------- | -------------- | ---- |
| Copa Conmebol | Atlético Mineiro | Belo Horizonte | 1997 |
| Copa Conmebol | Santos           | Rosario        | 1998 |

### Como entrenador

#### Torneos nacionales
| Título                          | Club       | País   | Año  |
| ------------------------------- | ---------- | ------ | ---- |
| Campeonato Brasileño de Serie B | Portuguesa | Brasil | 2011 |